# New Jack City
New Jack City is een Amerikaanse gangsterfilm uit 1991.

## Verhaal
De Cash Money Brothers', een in crack dealende bende, onder leiding van Nino Brown (Wesley Snipes), in New York probeert haar handel uit te breiden. Dit doen ze door een compleet appartementencomplex om te bouwen tot opslag en verwerkingscentrum. De bewoners worden eruit gejaagd.
De politie krijgt Pookie, een afgekickte verslaafde, zover om voor hen te infiltreren....

## Prijzen
- New Jack City won een NAACP Award (National Association for the Advancement of Colored People) voor beste acteur.
- De film werd genomineerd voor de MTV Movie Awards in drie categorieën.

## Rolverdeling
| Acteur               | Personage                 |
| -------------------- | ------------------------- |
| Wesley Snipes        | Nino Brown                |
| Ice T                | Scotty Appleton           |
| Allen Payne          | Garald "Gee Money" Welles |
| Chris Rock           | Pookie                    |
| Mario Van Peebles    | Stone                     |
| Michael Michele      | Selina                    |
| Bill Nunn            | Duh Duh Duh Man           |
| Russell Wong         | Park                      |
| Bill Cobbs           | Oude man                  |
| Christopher Williams | Kareem Akbar              |
| Judd Nelson          | Nick Peretti              |
| Vanessa A. Williams  | Keisha                    |
| Tracy Camilla Johns  | Uniqua                    |
| Anthony DeSando      | Frankie Needles           |
| Nick Ashford         | Rev. Oates                |
| Eek-A-Mouse          | Fat Smitty                |